# Ингушский округ
Ингушский округ — административно-территориальная единица Терской области Российской империи, существовавшая в 1860—1870 годах.

## Географическое положение
Располагался в центральной части Северного Кавказа в районе бассейна рек Терек, Сунжа, Асса и Фортанга, охватывал территорию современной Ингушетии, части Моздокского и Пригородного районов Северной Осетии и части Ачхой-Мартановского районов Чеченской Республики.
Граничил на западе с Осетинским округом, на северо-западе с Кабардинским округом, на севере с Ставропольской губернией, на востоке с Чеченским округом, на юго-востоке с Аргунским округом, на юге по Кавказскому хребту с Тифлисской губернией.

## История
Образован в 1860 году. До 1860 года XIX века горское население Северного Кавказа находилось в подчинении военных властей Левого (Северо-Восточный Кавказ) и Правого (Северо-Западный Кавказ) флангов Кавказской линии. Гражданское управление было только в Ставропольской губернии. После окончания Кавказской войны военное управление Кавказом было ликвидировано. В 1860 году вся территория Северного Кавказа была поделена на Ставропольскую губернию, Кубанскую, Терскую и Дагестанскую области. Терская область состояла из 8 округов: Кабардинского, Осетинского, Ингушского, Аргунского, Чеченского, Ичкеринского и Кумыкского.
Административным центром Ингушского округа вместе с Осетинским округом был Владикавказ. Ингушский округ состоял из трёх участков: Назрановский, Пседахский и Горский. В 1862 году ингушский округ состоял из обществ: Назрановского, Карабулакского, Галгаевского, Кистинского, Акинского и Цоринского. Значительные земли равниной Ингушетии в 1864—1865 годах после строительства на них казачьих станиц были подчинены напрямую Терскому казачьему войску. В 1866 году территория обществ Мереджи и Акки была выделена из Горского участка Ингушского округа и подчинена управлению Аргунского округа.
В 1870 году Ингушский округ вместе с казачьими станицами на Сунже был объединён с Осетинским округом в один Владикавказский округ, который охватывал обширную территорию от реки Урух на западе до реки Фортанга на востоке.
2 февраля 1870 года утвержден проект об основании в Ингушском округе сельскохозяйственной фермы и школы.
В 1888 году земли Ингушского округа вместе с землями Терского казачьего войска на Сунже образовали объединённый ингушско-казачий Сунженский отдел Терской области. Сунженский отдел в 1909 году распался на два округа — Назрановский и Сунженский.

## Население
Основное население округа составляли ингуши и казаки.
Самыми крупными населёнными пунктами по переписи 1891 года были следующие:
Базоркино — 4047 жит., Экажево — 3821, Насыркорт — 3645, Кантышево — 2766, Плиево — 2766, Сурхохи — 2271, Верхние Ачалуки — 1938, Средние Ачалуки — 1505, Нижние Ачалуки — 1309, Гамурзиево — 1582, Альтиево — 1000, Яндаре — 1616, Барсуки — 1595, Далаково — 1739, Сагопши — 2098, Пседах — 1402, Крепость Назрань — 1200.

## Административное деление
В административном отношении изначально в 1862 году округ делился на 4 участка и на земли станиц на Сунже подчинённые Терскому казачьему войску. Однако в 1865 году число участков сократилось до трёх.
- Назрановский — центр укр. Назрань. Население на 1868 год — 17 339 человек[9]. В состав участка входили населённые пункты: Базоркино, Кантышево, Сурхахи, Экажево, Насыр-Корт, Алты, Гамурзиево, Бурсук, Плиево, Долаково, Верхние Ачалуки.
- Пседахский — центр село Пседах. Население на 1868 год — 6812 чел. В состав участка входили населённые пункты: Сагопши, Гейрбек-Юрт, Пседах, Кескем, Нижний Кескем, Бековичи, Гучук-Юрт, Нижние Ачалуки, Средние Ачалуки, Верхние Ачалуки.
- Горский — центр город Владикавказ. Население на 1868 год — 5763 чел. В состав участка входили населённые пункты: Джейрах, Памят, Армхи, Ляжги, Цори, Хамхи, Тумги, Хули, Эгикал, Бишт, Дошхакле, Кязи, Шоан, Салги, Мецхал, Гаркх, Фуртог, Кушт, Кошк, Морч, Эбан, Кербете, Харп, Бейни, Ольгети, Цоли, Ний, Пялинг, Таргим, Бархане, Барах, Лейми, Карт, Оздик, Нилх, Пуй, Цорх, Кяхк, Эрш, Эзми, Кост, Някист, Хани, Гадаборш, Торш, Тори, Хай, Коли, Мяшхи, Вовнушки, Цызды, Гул. В 1866 году из Горского участка Ингушского округа были отделены населённые пункты Аккинского и части Мереджинского обществ — Ялхорой, Акки, Вилах, Керете, Галанчож, Кербычи, Орзмикале, Вауге и присоединены к Аргунскому округу[10][11].
- Карабулакский участок — центр город Владикавказ. Население на 1865 год — 5201. В состав участка входили населённые пункты: Боташ-Юрт, Гази-Юрт, Шинал-Юрт, Ахбарзой, Аршты, Нестеровский, Бамут, Чемульга, Мергист, Берешки, Даттых. В 1865 Карабулакский участок Ингушского округа был ликвидирован, а его земли разделены между сунженскими казаками и Чеченским округом[12][13].